# Comunicación escrita
La comunicación escrita (comunicación técnica impresa), a diferencia de la oral, no es inmediata, y puede que la interacción entre el emisor y el receptor no se produzca, aunque aquello escrito perdure eternamente. Por otro lado, la comunicación escrita aumenta las expresiones gramaticales, sintáctica y léxicas, con respecto a la comunicación oral entre dos o más individuos.

## La comunicación de masas
Son numerosas las definiciones de masas propuestas por distintos puntos profesionales a lo largo de los años. Así, Colombo asegura que «es un sistema de distribución de información a través de grandes redes de circulación de noticias, que están superpuestas a las formas tradicionales», mientras que Wright asegura que «implica la utilización de elementos técnicos y otros como una audiencia amplia y heterogénea, mensajes transmitidos de una forma pública, rápida y transitoria, y un comunicador» integrado en una organización compleja, como es un medio de comunicación. 
Por su parte, Scharanom define un medio de comunicación de masas como un «equipo de trabajo organizado alrededor de un medio de difusión, con la finalidad de difundir al mismo tiempo un mismo mensaje». Por otro lado, Mc Quaild considera que se trata de una «institución caracterizada por producir y distribuir documentos que además proporciona canales para relacionar a las personas con la esfera pública».

## Funciones de los medios de comunicación
Lasswell llegó a la conclusión de que las tres funciones de los medios de comunicación eran: vigilancia del entorno, es decir, comunicar a la sociedad las amenazas y las oportunidades; con relación para poner en contacto los componentes de la sociedad; y dar respuestas al entorno y transmisión del legado cultural.
Unos años más tarde, en 1960, Wright plantea que las funciones de estos medios serían cuatro en lugar de las tres anteriores. Estas son: informar, opinar, educar, y entretener. Además, plantea una crítica al modelo anterior, ya que afirma que los medios de comunicación tienen unas funciones manifiestas —lo buscado— y otras latentes —resultados inesperados pero efectivos—. Por ello, los medios no solo tienen funciones sino también disfunciones, es decir, consecuencias negativas. Estos nuevos planteamientos se han ido reformulando a través de nuevas teorías, que tienen en cuenta otros factores como son la dificultad a la hora de diferenciar funciones dados los géneros periodísticos actuales, la tematización, y las nuevas funciones como la solidaridad o la mediación en conflictos por hecho.

### La composición
La composición como parte de la comunicación escrita lleva mucha creatividad y sensibilidad en sus textos ya que es la expresión de un trabajo por un individuo para demostrar su manejo del idioma y el tema, con ésta se intenta lograr que los estudiantes desarrollen la imaginación y creatividad. Sus características son: narración, reelaboración de acciones, creatividad, subjetividad, interpretación, emotividad, estilo personal e intencionalidad de entender. Últimamente se ha dejado atrás la tendencia del análisis y actualmente la lógica por medio de los trabajos escritos en los colegios de educación secundaria y lo han reemplazado por otros métodos como la matemática. Aunque tengan la misma finalidad, en este caso la metodología escrita les ayuda más a desarrollar mejor el lenguaje. 
En una narración el emisor relata hechos pasados, ésta algunas veces se ve afectada ya que se suele utilizar la subjetividad y esto distorsiona la realidad de los hechos, al ser percibida de una forma personal, y ser contada desde este punto de vista puede tener incongruencias con el verdadero hecho.

En una composición cada emisor, puede reelaborar el relato como prefiera, ya que éste es personal y no hay un proceso determinado para hacerlo. Si hay varias personas involucradas en un hecho, se verán varios relatos, todos diferentes el uno del otro pero con la misma finalidad, ya que cada individuo comienza por la parte que prefiere y, así sucesivamente, va contando toda la historia.
La creatividad es muy importante, porque de ésta depende que el relato sea entretenido y envuelva a los receptores. En el caso de los relatos escritos, de ésta depende que los lectores se sientan atraídos y no le pierdan el interés de un momento a otro. Por estas razones es importante manejar correctamente la estrategia literaria, como organizar  oración de diferentes maneras, sin que pierda el sentido para producir diferentes

## La subjetividad
La subjetividad es el cambio del (yo) al momento de contar una historia o hacer un relato ya sea oral o escrita. El emisor involucra sus sentimientos, sus opiniones, sus expectativas y sus vivencias. Por esta razón, el emisor cuando está relatando de manera subjetiva suele contar su propia visión del mundo y da un énfasis a lo que para él es más importante como su opinión con respecto esta misma, es decir siempre toma una posición personal frente a todos los hechos.
Todos los relatos son diferentes para cada uno de los receptores, ya que éstos reciben el mensaje y lo acomodan de acuerdo a sus vivencias, es más fácil que una persona relacione algo que le cuentan con algo que le haya sucedido, a que se lo imagine. Por eso, los relatos pueden ser interpretados de diferentes formas, dependiendo de las personas que lo reciben.

## ¿Qué es el Periodismo?
1. El medio y sus trabajadores  eligen pico aquellos acontecimientos que consideran más importantes.
2. Los hechos son asimilados y comprendidos. Se establece un orden de relevancia dentro del mismo tema escogido.
3. Comunicar las informaciones ya elaboradas, situadas y ambientadas.

Gomis advierte que la interpretación sólo es posible con hechos que están a nuestro alcance, no las conciencias, ni los pensamientos de otros. Se basa en cinco hipótesis para poder llegar a esta afirmación:
1. La realidad social puede fragmentarse en periodos según la periodicidad de los medios: un día, una semana, un mes…
2. La realidad puede fragmentarse en unidades completas e independientes (hechos), y puede interpretarse en textos breves y autónomos.
3. La realidad interpretada tiene que poder ser asimilada en tiempos variables por un público heterogéneo.
4. Esa realidad interpretada tiene que encajar en un espacio y tiempo dado.
5. La realidad interpretada llega al público siempre a través de unos filtros y unas formas convencionales: noticias, crónicas, reportajes…

## Los medios como mediadores
Los medios actúan como mediadores porque se sitúan o interponen entre los lectores y el mundo de la experiencia que está más allá de la percepción y del contacto directo. Lo que hacen es transmitir versiones de unos hechos a los que los lectores no han podido asistir directamente.

## La actualidad y la producción de la información
El tiempo es muy importante. La actualidad es el resultado, aparece como un conjunto de acontecimientos que son recientes e inmediatos. Se difunden por los medios de comunicación y se presuponen nuevos para la audiencia. La actualidad se debe entender como una cosa flexible y relativa. La actualidad periodística, según advierten algunos autores, no coincide con la realidad en sí, ni se limita a reproducirla o reflejarla.
Por otro lado, se encuentra la actualización de las noticias. Hay noticias que se agotan con ellas mismas, otras que se habla de ellas a lo largo de días, incorporando las novedades.

## Lenguajes periodísticos
El lenguaje periodístico no tiene una función estética como pueda tenerla el lenguaje literario, por ejemplo. Además, el periodístico es en tercera persona, referencialmente real. También tiene unos códigos y una determinada diagramación (maquetación). La función primordial del lenguaje periodístico es informar. También es usable en periódicos

## Del estilo a los estilos periodísticos
El estilo es una serie de propiedades o características, una –supuesta- forma de expresión oral o escrita característica de los medios de comunicación. Un modo de escribir aceptado y difundido por los libros de estilo (manual de estilo) que todos los periodistas han de seguir para ser imparciales.
Ángel López García, lingüista y gramatista español, escribió un decálogo' relacionado con las principales características del estilo periodístico
1. La claridad: los profesionales de la comunicación escriben para todo el mundo.
2. La concisión: utilizar las palabras justas.
3. Verosimilitud: transmitir la información de forma creíble, por muy increíble que sea el hecho.
4. Evitar la ambigüedad
5. La densidad: se trata de un estilo activo, que narra hechos, pero no acumula descripciones u otros elementos literarios.
6. Sencillez: sin ser vulgar.
7. Naturalidad
8. Conexión: cumpliendo unas normas gramaticales.
9. Interés humano: acercar las cosas al lector.
10. Variedad: en los aspectos formales y en los contenidos.

Cuando se habla de estilo periodístico, hay que tener en cuenta este decálogo ya que se dirige a un público amplio y heterogéneo y, además, es una cuestión de tradición. Todo esto se traduce en un par de normas a seguir en el momento de presentar una información:
- Impersonalidad expresiva (tercera persona)
- Seguir el orden lógico de la frase: sujeto-verbo-predicado
El problema es que normalmente se confunde una manera de escribir con el contenido de la información de modo que el público cree que el hecho de utilizar un determinado estilo garantiza la imparcialidad, y esto no siempre es así.
Se puede informar con un estilo no informativo e informar parcialmente con un estilo informativo.
Otra equivocación es utilizar estilo en singular y con un sentido unificador. No existe un único estilo periodístico, sino una heterogénea y compleja variedad de estilos y registros.

## Los estilos periodísticos
Los periodistas no pueden escribir según ellos crean conveniente sino que deben hacerlo según el género periodístico en el que estén escribiendo.
- Géneros informativos como la noticia: estilo informativo.
- Géneros interpretativos como la crónica y el reportaje: estilo informativo pero más ameno, con concesiones a la propia creatividad del autor.
- Géneros de opinión como el artículo y la editorial: estilo libre.
El periodista, Albert Chillón explica que es inconcebible hablar de un solo estilo periodístico, del mismo modo que no se puede hablar de un único género literario. Se trata de una heterogénea y compleja red de estilos, ya que no hay ningún estilo que sea completamente referencial, ni exento de una desviación estética. Según su opinión, tampoco hay un estilo que sea capaz de reproducir la realidad porque: «hablar de estilo informativo i de opinión solamente es una quimera de los medios que pretende asegurar que tienen una visión que reproduce fielmente la realidad».
Chillón mantiene que se trata de un método de interpretación de la realidad y no de que los periodistas tengan una capacidad para reflejar la realidad verdadera. Cada uno de los modos y estilos de explicar la realidad, los hechos, suscita y construye su propia realidad. Por tanto, los periodistas construyen la realidad a medida que van contando los hechos que en ella ocurren.
Según la definición del escritor francés, Gustave Flaubert: «el estilo es un modo de ver las cosas». El lenguaje no es solamente un instrumento con el cual se puede explicar la realidad, sino que el lenguaje es el modo de experimentarla. En definitiva, se construye la realidad a través de las palabras. Hay pluralidad de estilo.
Chillón piensa que esa característica del estilo exige un esfuerzo expresivo para encontrar siempre la palabra más precisa, más exacta, más sugeridora. Es decir, los recursos de escritura que mejor le permitan explicar una realidad. Por eso, debería pasarse de una redacción a una escritura periodística, una voluntad de estilo para buscar la palabra y la expresión más depurada para explicar la realidad. Chillón tiene la convicción de que no solamente una escritura ambiciosa puede ser una escritura aceptable y responsable.

## Libros de estilo
Los libros de estilo aparecen en la zona anglosajona y llegan a España en los años setenta, siendo El País (España) el primero en tener uno.
Según Joan Fontcuberta: “un libro de estilo es un conjunto de la norma lingüística y la estilística de las cuales se dota un medio para producir mensajes que sean más concretos, más eficaces y más correctos”. También especifica el tratamiento de la información y beta algunos temas como el boxeo en el caso del periódico El País. La mayoría de los medios de comunicación tiene un libro de estilo.
Chillón critica el hecho de que los manuales de estilo contienen una serie de recetas que dictan reglas genéricas de composición y estilo, y que tienen una actitud normativa que limita la creatividad a través de la imposición de pautas de obligado cumplimiento. Pero, en su opinión, todas estas normas no tratan a fondo cuáles son las necesidades de expresión de la prensa. Esto empobrece la escritura periodística y apuesta por buscar siempre las formas de expresión más adecuadas para aquello que queremos contar.
Las normas de estilo más comunes son:
-	Construir correctamente las oraciones.
-	Voz activa preferible a la pasiva.
-	Los verbos de acción preferibles a los de estado.
-	Mejor dos frases cortas que una larga.
-	Evitar arcaísmos, neologismos o términos científicos.
-	Frases afirmativas mejor que negativas.
-	Intercalar fragmentos de estilo directo e indirecto.
-	Normas gramaticales.

## Introducción a la teoría de los géneros
Para Gomis la noción de género en el periodismo «procede de la tradición literaria y ésta, a su vez, viene de la cultura grecolatina». Esta división procede de si las formas de escribir eran miméticas o no con la naturaleza. Un género hace referencia a una realidad muy heterogénea y, por ello, los criterios que se utilizan para definirlos y establecer una frontera entre ellos son: forma, función y contenidos.
Existen dos tipos de clasificaciones. La primera de ellas es la teoría normativa: que establece normas sobre cómo debían de ser los géneros, entendidos éstos con formas de expresión literaria exigidos por la naturaleza. La segunda es la teoría moderna: que no impone unas reglas, sino que reconoce los elementos en común sin fijar límites entre ellos. De este modo proporciona al escritor unas formas establecidas de expresión y al lector le facilita su reconocimiento. 
Los géneros periodísticos aparecen cuando los periódicos comienzan a utilizar el lenguaje de modos diversos. El origen está en la prensa escrita y los demás medios han ido adoptándolas y transformándolas. Los géneros actuales son el resultado de una lenta evolución histórica. Ángel Benito analiza las etapas de esa evolución:
1. Periodismo ideológico (mitad del siglo XIX y la final de la I Guerra Mundial) Es un periodismo doctrinal proselitista al servicio de unas ideas políticas, religiosas o sociales. Da lugar a los géneros de opinión.
2. Periodismo informativo (1870-II Guerra Mundial). Este periodismo da lugar al género informativo por excelencia que es la noticia. Después de la Guerra de Secesión de EE. UU. aparece el interés por la noticia y pierde importancia el género de opinión.
3. Periodismo de explicación (después de la II Guerra Mundial). Da lugar a géneros como el reportaje. Su aparición se debe a la necesidad de explicar en profundidad el mundo que le rodea de la guerra fría. Dado que surgieron la radio y la televisión, el periódico debía centrarse explican más a fondo las cosas.

## Definición y funciones
Según Gomis, los géneros periodísticos se establecen como filtros, convenciones comunicativas o fórmulas de redacción que necesitan los medios para la interpretación de la realidad social. Cada género implica grados diferentes de interpretación, ya sea explícita o implícita. Por ello implican formas de expresión variadas y cumplen funciones diferentes.
Para Wolf estos géneros son formas de comunicación culturalmente establecidas en el seno de una sociedad; mientras que para Castañares son modelos de producción textos y un marco de interpretación para el receptor. Sánchez y López Pan aseguran que ofrecen a los redactores un modelo que oriente su trabajo de escritura. Sin embargo, para estos autores los géneros están vivos y evolucionan. 
En definitiva, se puede establecer la definición de género periodístico como una institución que está viva y evoluciona que se presenta como útil para el lector y el redactor. 
Según Gomis, las funciones de los géneros periodísticos son tres. En primer lugar, permiten una asimilación rápida y sucesiva de la realidad a través de esquemas; en segundo lugar permiten fijar unos mínimos para combinar el trabajo de redacción y, por último poseen una función didáctica ya que se pueden enseñar y aprender. 

## Clasificación
Las clasificaciones de los géneros responden a diferentes criterios. Así, los críticos de la teoría de los géneros clásica aseguran que ésta no recoge la tendencia a la mezcla que se produce entre ellos en la actualidad y que las barreras que no son nítidas. Existen dos teorías de géneros clásicas: la anglosajona y la latina. La anglosajona surgió en los años 20 y pretendía una separación nítida entre información y comentario basándose en el criterio de objetividad. Por este motivo establece que los hechos son sagrados y las opiniones libres por lo que existen dos géneros diferentes: el relato- story y el comentario. La latina, por su parte, aparece en los años 60 y su artífice es Martínez Albertos. Esta clasificación está planteada como una herramienta para la docencia y se basa en la teoría anterior pero añade un tercer género: el interpretativo. 

### La noticia
La noticia está compuesta por el titular, el lead o lid y el cuerpo. Su objetivo es comunicar de manera directa un hecho nuevo a través de una estructura rígida en la que el primer párrafo concentra lo más importante. La capacidad expresiva está más limitada en este género que en los restantes.

### Crónica
Una crónica es un relato que recrea un acontecimiento enmarcado en un espacio y en un tiempo. Se trata de una narración ligada a la actualidad por lo que exige la presencia en el lugar de los hechos e implica la inclusión de los detalles de ambiente y las descripciones. Se clasifican en crónicas a distancia –corresponsales- y crónicas temáticas.

### Reportaje
El reportaje exige una documentación y contextualización de los hechos ya que trata de explicar en profundidad las claves o el contexto de un hecho noticioso. Para ello, intercala testimonios y temas, lo que le permite evitar la monotonía. 

### Entrevista
La entrevista se define como una conversación informativa con un personaje cuyo testimonio es relevante dadas unas circunstancias determinadas. Debe incluir una fotografía del entrevistado, un destacado con el nombre, profesión o características del mismo y una breve referencia bibliográfica.
Según el contenido puede ser informativa, de personalidad, mixta; y según el formato de pregunta-respuesta, indirecta, cuestionario o de profundidad. 

### Crítica
La crítica tiene un carácter prescriptivo, es decir, el experto recomienda o rechaza un determinado producto cultural a través de una descripción y una argumentación final. Este género permite mayor libertad creativa y expresiva. 

### Artículo
Un artículo es un texto de análisis y/o exposición a cargo de expertos o firmas de prestigio que sirven para acentuar la calidad del medio. 

### Columna
Una columna (prensa) es el último escalón del periodismo personal ya que requiere una técnica adaptada a la personalidad de su creador. Estos textos aparecen como una sección y el articulista como firma fija con cierta periodicidad. 

### Editorial
Un editorial periodístico es un instrumento de máxima influencia de un medio de comunicación en el que se expone la opinión institucional con tono de autoridad. Con este género se abordan los temas más importantes o aquellos sobre los que se quiere formar una opinión.

### Dibujo de humor
Los dibujos de humor se sitúan en la página de opinión o política. Estos sirven como complemento a un texto de las mismas características.

### Cartas al director
A través de las cartas al director, el lector tiene la oportunidad de expresar su opinión sobre diversos temas de actualidad. Se trata de un termómetro de la audiencia con el que se crea un vínculo con el espacio de participación de las ediciones electrónicas.